# Comutador (eletrônica)

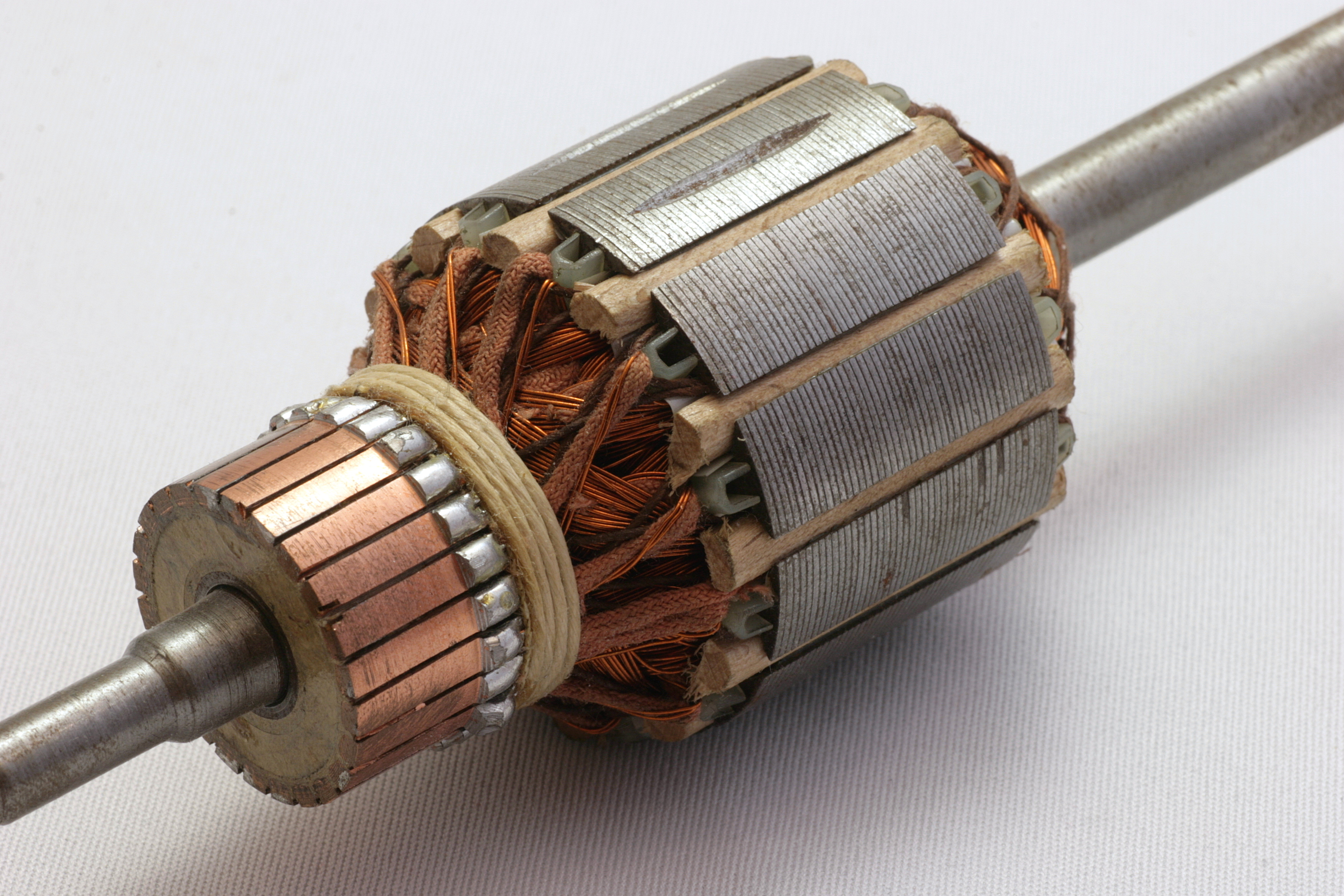
Rotor de um comutador de um aspirador de pó.

Um comutador é um dispositivo que muda o sentido da corrente elétrica de um circuito num motor elétrico ou gerador, permitindo a inversão do sentido da força que move a espira e promovendo a rotação.